# Dirty Weekend (2013)
Dirty Weekend (Alternativtitel: Le Weekend) ist eine 2013 erschienene Filmkomödie des französischen Regisseurs Christopher Granier-Deferre.

## Handlung
Der Lehrer Mike Mallory und seine minderjährige Schülerin und Affäre Trish reisen von England nach Frankreich, um dort ein romantisches Wochenende zu verbringen. Trish ist schwanger, wovon Mike noch nichts weiß, und möchte ihn dazu bringen, seine Frau für sie zu verlassen. Mike jedoch hat andere Pläne: In einem Baumarkt hat er sich eine Spitzhacke und eine Schaufel gekauft. Damit möchte er Trish erschlagen und dann vergraben.
Als die beiden das einsam gelegene Wochenendhaus erreichen finden sie dort jedoch einen bewusstlosen Mann und eine Tasche mit wertvollen alten Goldmünzen. Es handelt sich um den Kriminellen Vincent, der nach einem Autounfall schwer verletzt ist. Mike hält ihn zunächst für tot und überredet Trish, ihn zu begraben und das Geld zu behalten, anstatt die Polizei zu verständigen. Als die beiden das Loch ausgehoben haben, ist Vincent jedoch wach und attackiert Mike, wobei er ihn am Fuß verletzt. Trish bedroht Vincent mit seiner eigenen Pistole und zwingt ihn, sich im Kühlschrank zu verstecken, während die Polizisten Jaubert und Chiffre Mike und sie verhören.
Nachdem die beiden Polizisten gegangen sind versuchen Trish und Mike, Vincent umzubringen. Dieser überzeugt sie jedoch, dass es wegen des nötigen Reinigungsaufwands keine gute Idee ist, ihn zu erschießen. Daraufhin entscheiden sie, ihn in der Badewanne zu ertränken. Während Trish im Bad das Wasser einlässt überzeugt Vincent Mike, ihn am Leben zu lassen. Mike bietet ihm seine Freiheit und das Geld an. Dafür soll Vincent Trish umbringen, weil Mike erkannt hat, dass er es nicht schafft, einen Menschen zu töten. Vincent geht auf das Angebot ein.
Mike jedoch versucht, sich mit dem Geld aus dem Staub zu machen, woraufhin Vincent sich mit Trish verbündet. Mike schafft es, beide zu überwältigen und zu vergraben. Als er jedoch abreisen möchte, stellt er fest, dass er auch den Autoschlüssel vergraben hat. Also gräbt er die beiden wieder aus. Trish ist jedoch noch am Leben und erschießt ihn. Danach alarmiert sie die Polizei.
Auf der Rückfahrt findet Trish im Auto einen Teil des Geldes, den Mike dort versteckt hat.

## Hintergrund
Dirty Weekend ist der erste Kinofilm von Christopher Granier-Deferre, der vorher bereits Werbe-, Kurz- und Fernsehfilme gedreht hat. Er wurde 2013 auf dem World Film Festival in Montreal und auf dem Fantasy Filmfest gezeigt.